# Agate Caune
Agate Caune (* 7. August 2004 in Valmiera) ist eine lettische Leichtathletin, die sich auf den Mittel- und Langstreckenlauf fokussiert.

## Sportliche Laufbahn
Erste Erfahrungen bei internationalen Meisterschaften sammelte Agate Caune im Jahr 2021, als sie bei den U20-Europameisterschaften in Tallinn in 16:17,56 min die Silbermedaille im 5000-Meter-Lauf gewann und über 3000 m in 9:21,52 min den achten Platz belegte. Anschließend erreichte sie bei den U20-Weltmeisterschaften in Nairobi nach 9:45,26 min Rang sechs über 3000 m und schied im 1500-Meter-Lauf mit 4:37,49 min in der Vorrunde aus. Im Jahr darauf belegte sie bei den U20-Weltmeisterschaften in Cali in 15:43,56 min den vierten Platz über 5000 Meter und gelangte mit 9:25,62 min auf Rang sechs über 3000 Meter. 2023 wurde sie bei den Halleneuropameisterschaften in Istanbul mit 8:56,88 min Elfte über 3000 Meter. Im Juni wurde sie bei der 2. Liga der Team-Europameisterschaft im Rahmen der Europaspiele im polnischen Chorzów in 15:15,21 min Erste über 5000 Meter und sicherte sich damit ligenübergreifend die Goldmedaille. Anschließend siegte sie bei den U20-Europameisterschaften in Jerusalem in 8:53,20 min über 3000 Meter sowie in 15:03,85 min über 5000 Meter und stellte damit einen neuen Meisterschaftsrekord auf. Kurz darauf verpasste sie bei den Weltmeisterschaften in Budapest mit 15:00,48 min den Finaleinzug über 5000 Meter. Im Jahr darauf gelangte sie bei den Europameisterschaften in Rom mit 15:28,04 min auf Rang 16 über 5000 Meter, ehe sie bei den Olympischen Sommerspielen in Paris mit 15:38,19 min den Finaleinzug verpasste.
2025 schied sie bei den Halleneuropameisterschaften in Apeldoorn mit 9:22,00 min in der Vorrunde über 3000 Meter aus. Im April wurde sie bei den Straßenlauf-Europameisterschaften Löwen in 32:38 min 21. im 10-km-Straßenlauf. Ende Juni gelangte sie bei der 2. Liga der Team-Europameisterschaft in Maribor mit 16:09,82 min auf den siebten Platz über 5000 Meter und anschließend belegte sie auch bei den U23-Europameisterschaften in Bergen in 33:47,08 min den siebten Platz über 10.000 Meter. Über 5000 Meter belegte sie dort in 16:17,24 min den neunten Platz. Kurz darauf wurde sie bei den World University Games in Bochum in 15:52,94 min Zwölfte über 5000 Meter.
In den Jahren 2021 und 2022 wurde Caune lettische Meisterin im 5000-Meter-Lauf sowie 2024 über 1500 Meter. Zudem wurde sie 2022, 2023 und 2025 Hallenmeisterin über 3000 Meter und 2022 auch lettische Meisterin über 10.000 Meter.

## Persönliche Bestleistungen
- 1500 Meter: 4:14,79 min, 29. Juli 2023 in Valmiera
  - 1500 Meter (Halle): 4:17,01 min, 5. Februar 2023 in Valmiera (lettischer U20-Rekord)
- Meile: 5:09,65 min, 13. Juni 2020 in Tartu
  - 2000 Meter (Halle): 5:55,29 min, 21. Januar 2023 in Valmiera (europäische Bestleistung)
- 3000 Meter: 8:39,78 min, 16. Juli 2023 in Chorzów (lettischer Rekord)
  - 3000 Meter (Halle): 8:56,88 min, 3. März 2023 in Istanbul
- 5000 Meter: 15:00,48 min, 23. August 2023 in Budapest (lettischer U20-Rekord)
- 10.000 Meter: 31:55,79 min, 31. August 2022 in Valmiera (lettischer U20-Rekord)
- 5-km-Straßenlauf: 15:21 min, 22. September 2024 in Ogre (lettischer Rekord)
- 10-km-Straßenlauf: 32:38 min, 13. April 2025 in Löwen